# Цильна (река)
Цильна́ (чув. Чӑнлӑ, Чӑнла, тат. Чынлы) — река в России, протекает по Ульяновской области и Татарстану. Левый приток Свияги.
Длина реки 59 км, площадь водосборного бассейна — 845 км².

## Описание
Исток в Дрожжановском районе Татарстана, в 3,5 км к юго-западу от села Богдашкино Цильнинского района Ульяновской области. Общее направление течения — северо-восточно-восточное. Шесть раз пересекает границу субъектов и впадает в Свиягу к юго-востоку от села Альшеево в Буинском районе Татарстана.
Питание смешанное: талые и дождевые воды, подземные воды. Имеет 7 левых и 8 правых притоков.
На берегах реки расположены населённые пункты: Богдашкино, Старые- и Средние Алгаши, Русская Цильна, Кундюковка, Будённовка (все — Ульяновская обл.), Большая Цильна, Малое Шаймурзино, Раково, Новосёлки, Альшеево (все — Татарстан).
В бассейне реки также расположены (более 1000 чел.): Старое-, Чувашское- и Новое Дрожжаное, Малая Цильна, Старое Шаймурзино (все — Татарстан).
Реку пересекают автодороги А151 «Цивильск — Ульяновск», Р241 «Казань — Ульяновск» и железнодорожная линия «Свияжск — Ульяновск».
Исток реки
Исток реки объявлен памятником природы Ульяновской области в 1988 году, представляет собой несколько незамерзающих родников с дебитом воды 0,5-2,5 л/с, расположенных на границе субъектов. У истока произрастают рдесты, вероника ключевая, водоросли, искусственные насаждения лесных пород.
Основные притоки
(км от устья, указана длина в км)
- 9 км лв: Малая Цильна[8] (54)
- 42 км лв: Елга[6] (11)
- 46 км лв: без названия (15)
- ?? км пр: Арбуга[4]
- ?? км лв: Чувашская Речка[4]

## Этимология
Название реки, по версии филологов, происходит от финно-угорского слова «тцина» или «тина» («илистая река»), на татарском «тина»- ци (ти) — «сыро, мокро». Таким образом, получилось, что «Цильна» — просто «сырое, мокрое место». А на эрзянском (один из диалектов мордовского языка) слово «цильнема» означает «игривость». Значит Цильна, просто «игривая» река.
Название реки ранее существовало в формах Цильна и Чильна и предположительно связывается с тюркским чиль — 'русло реки, небольшой овраг'.

## Данные водного реестра
По данным государственного водного реестра России относится к Верхневолжскому бассейновому округу, водохозяйственный участок реки — Свияга от села Альшеево и до устья, речной подбассейн реки — Волга от впадения Оки до Куйбышевского водохранилища (без бассейна Суры). Речной бассейн реки — (Верхняя) Волга до Куйбышевского водохранилища (без бассейна Оки).
Код водного объекта в государственном водном реестре — 08010400612112100002362.